# Eduardo Ávila
Eduardo Adrián Ávila Sanchez (20 de dezembro de 1985) é um judoca mexicano. Foi medalhista de ouro nos Jogos Parapan-Americanos do Rio em 2007 na categoria até 73 kg e medalhista de ouro nas Paralimpíadas de Pequim em 2008.